# Tina!
Ne pas confondre avec le film Tina, biographie de Tina Turner, ni avec le livre autobiographique de l'artiste Moi, Tina.
Albums de Tina Turner
All the Best
(2004) Tina Live
(2009)
Tina! est la troisième compilation de Tina Turner. L'album est sorti le 30 septembre 2008 en Amérique du Nord sous le label Capitol Records puis le 17 octobre en Allemagne chez Parlophone. 
Il a été réédité le 9 janvier 2009 sous forme de triple CD, sous le titre The Platinum Collection. 

## Aperçu
Sorti juste à temps pour la tournée mondiale de 2008, le disque de 18 pistes présente les plus grands succès de Turner ainsi que des titres live. Il comprend également deux nouvelles chansons : I'm Ready et It Would Be a Crime
,.
La version numérique de l'album comporte des versions alternatives de deux chansons : la version originale de 1966 de River Deep, Mountain High est remplacée par le réenregistrement de 1973 et la version de la BO de l'opéra rock Tommy Acid Queen par celle de l'album.
L'album a ensuite été réédité sous la forme d'un triple CD, sorti en Europe pour coïncider avec la partie européenne de la tournée Tina!: 50th Anniversary Tour. Il contient presque tous les singles sortis par Turner en tant qu'artiste solo, ainsi que  des duos, des versions live et des réenregistrements, aussi bien de chansons choisies que des titres de l'époque de Ike & Tina Turner.

## Liste des titres
| No  | Titre                                         | Auteur                    | Durée |
| --- | --------------------------------------------- | ------------------------- | ----- |
| 1.  | Steamy Windows                                | White                     | 4:05  |
| 2.  | River Deep, Mountain High (Ike & Tina Turner) | Barry, Greenwich, Spector | 3:40  |
| 3.  | Better Be Good to Me                          | Chapman, Chinn, Knight    | 5:11  |
| 4.  | Acid Queen (Soundtrack version)               | Townshend                 | 3:50  |
| 5.  | What You Get Is What You See                  | Britten, Lyle             | 4:26  |
| 6.  | What's Love Got to Do with It                 | Britten, Lyle             | 3:48  |
| 7.  | Private Dancer (Single edit)                  | Mark Knopfler             | 4:01  |
| 8.  | We Don't Need Another Hero (Single edit)      | Britten, Lyle             | 4:16  |
| 9.  | I Don't Wanna Fight (Single edit)             | Lulu, Lawrie, DuBerry     | 4:26  |
| 10. | GoldenEye (Soundtrack version)                | Bono, The Edge            | 4:43  |
| 11. | Let's Stay Together (Live, Amsterdam 1996)    | Green, Jackson, Mitchell  | 4:10  |
| 12. | I Can't Stand the Rain (Live, Amsterdam 1996) | Bryant, Miller, Peebles   | 3:19  |
| 13. | Addicted to Love (Live, London 1986)          | Robert Palmer             | 5:22  |
| 14. | The Best                                      | Chapman, Knight           | 5:29  |
| 15. | Proud Mary (1993 version)                     | Fogerty                   | 5:26  |
| 16. | Nutbush City Limits (Ike & Tina Turner)       | Tina Turner               | 3:02  |
| 17. | It Would Be a Crime                           | Chambers, Monahan         | 3:28  |
| 18. | I'm Ready                                     | Chambers, Monahan         | 3:44  |

| 1.  | What's Love Got to Do with It                 | Britten, Lyle               | 3:48 |
| 2.  | Nutbush City Limits (Ike & Tina Turner)       | Turner                      | 2:56 |
| 3.  | Let's Stay Together                           | Green, Jackson, Mitchell    | 5:16 |
| 4.  | Acid Queen (Soundtrack version)               | Townshend                   | 3:50 |
| 5.  | River Deep, Mountain High (Ike & Tina Turner) | Barry, Greenwich, Spector   | 3:38 |
| 6.  | Private Dancer (Single edit)                  | Mark Knopfler               | 4:03 |
| 7.  | Help!                                         | John Lennon, Paul McCartney | 4:29 |
| 8.  | Tonight (avec David Bowie)                    | David Bowie, Iggy Pop       | 3:42 |
| 9.  | Better Be Good to Me                          | Chapman, Chinn, Knight      | 5:09 |
| 10. | Show Some Respect                             | Britten, Shifrin            | 3:17 |
| 11. | I Can't Stand the Rain                        | Bryant, Miller, Beeples     | 3:41 |
| 12. | It's Only Love (avec Bryan Adams)             | Adams, Vallance             | 3:14 |
| 13. | I Want to Take You Higher (Ike & Tina Turner) | Stone                       | 2:51 |
| 14. | Get Back (Ike & Tina Turner)                  | John Lennon, Paul McCartney | 3:03 |
| 15. | Come Together (Ike & Tina Turner)             | John Lennon, Paul McCartney | 3:38 |
| 16. | Proud Mary (Ike & Tina Turner)                | Fogerty                     | 4:56 |

| 1.  | The Best                                 | Chapman, Knight       | 5:28 |
| 2.  | I Don't Wanna Lose You                   | Hammond, Lyle         | 4:18 |
| 3.  | We Don't Need Another Hero (Single edit) | Britten, Lyle         | 4:15 |
| 4.  | One of the Living (Single edit)          | Knight                | 4:11 |
| 5.  | Addicted to Love (Live, London 1986)     | Palmer                | 5:19 |
| 6.  | Typical Male                             | Britten, Lyle         | 4:15 |
| 7.  | What You Get Is What You See             | Britten, Lyle         | 4:27 |
| 8.  | Tearing Us Apart (avec Eric Clapton)     | Clapton, Phillinganes | 4:16 |
| 9.  | Steamy Windows                           | White                 | 4:03 |
| 10. | Two People                               | Britten, Lyle         | 4:08 |
| 11. | Break Every Rule                         | Hine, Obstoj          | 4:00 |
| 12. | Look Me in the Heart                     | Steinberg, Kelly      | 3:42 |
| 13. | Be Tender with Me Baby                   | Hammond, Knight       | 4:15 |
| 14. | Love Thing                               | Hammond, Knight       | 4:26 |
| 15. | Way of the World                         | Hammond, Lyle         | 4:23 |
| 16. | Nutbush City Limits (The 90s Version)    | Turner                | 3:42 |

| 1.  | I Don't Wanna Fight (Single edit)                   | Lulu, Lawrie, DuBerry        | 4:24 |
| 2.  | It Takes Two (avec Rod Stewart)                     | Stevenson, Moy               | 4:11 |
| 3.  | GoldenEye (Soundtrack version)                      | Bono, The Edge               | 4:42 |
| 4.  | I Want You Near Me                                  | Britten, Lyle                | 3:51 |
| 5.  | Why Must We Wait Until Tonight (Single edit)        | Adams                        | 4:27 |
| 6.  | Whatever You Want (Single edit)                     | Baker, Zarr, Dayne           | 4:38 |
| 7.  | On Silent Wings (featuring Sting, Single edit)      | White, Ralston               | 4:18 |
| 8.  | Missing You                                         | Waite, Leonard, Sandford     | 4:37 |
| 9.  | Something Beautiful Remains                         | Britten, Lyle                | 4:20 |
| 10. | In Your Wildest Dreams (featuring Antonio Banderas) | Chapman, Knight              | 5:28 |
| 11. | When the Heartache Is Over                          | Stack, Reid                  | 3:42 |
| 12. | Whatever You Need                                   | Roberts, Courtenay           | 4:46 |
| 13. | Open Arms                                           | Brammer, Van Sertima, Barson | 4:00 |
| 14. | It Would Be a Crime                                 | Chambers, Monahan            | 3:26 |
| 15. | I'm Ready                                           | Chambers, Monahan            | 3:42 |
| 16. | Cose della vita (avec Eros Ramazzotti)              | Ramazzotti, Turner           | 4:48 |

## Ventes, certifications et classements

### AlbumTina!
| Pays                         | Certification                | Ventes | Meilleur classement hebdomadaire (2008-2009) |
| ---------------------------- | ---------------------------- | ------ | -------------------------------------------- |
| Allemagne (BVMI)             |                              |        | 22e                                          |
| Autriche (IFPI Autriche)     |                              |        | 13e                                          |
| Belgique (BEA)               | Or                           | 30 000 | 13e (Ultratop Flandre)                       |
| Belgique (BEA)               | Or                           | 30 000 | 74e (Ultratop Wallonie)                      |
| Canada (Billboard)           |                              |        | 49e                                          |
| Espagne (Promusicae)         |                              |        | 37e                                          |
| États-Unis (RIAA)            |                              |        | 61e (Billboard 200)                          |
| États-Unis (RIAA)            | 28e (Top R&B/Hip-Hop Albums) |        |                                              |
| Finlande (Musiikkituottajat) |                              |        | 14e                                          |
| France (SNEP)                |                              |        | 17e                                          |
| Italie                       |                              |        | 68e                                          |
| Pologne (ZPAV)               |                              |        | 15e                                          |
| Portugal                     |                              |        | 18e                                          |
| Suisse (IFPI Suisse)         |                              |        | 16e                                          |

### AlbumThe Platinum Collection
| Pays              | Certification | Ventes | Meilleur classement hebdomadaire (2009) |
| ----------------- | ------------- | ------ | --------------------------------------- |
| Belgique (BEA)    |               |        | 36e (Ultratop Flandre)                  |
| Écosse            |               |        | 25e                                     |
| Irlande (IRMA)    |               |        | 16e                                     |
| Pays-Bas          |               |        | 9e                                      |
| Royaume-Uni (BPI) | Argent        | 60 000 | 14e                                     |